# Godefroy de Blonay
Il barone Godefroy de Blonay (Niederschöntal, 25 luglio 1869 – Biskra, 14 febbraio 1937) è stato un dirigente sportivo svizzero.
Ha ricoperto la carica di presidente reggente del Comitato Olimpico Internazionale dal 1916 al 1919.

## Biografia
Godefroy de Blonay nacque in un piccolo villaggio a sud-est di Basilea; si sposò a Neuchâtel il 24 settembre 1901 con Elisabeth Sophie de Salis, dalla quale ebbe quattro figli.
È stato il primo membro svizzero all'interno del CIO, entrando a farne parte nel 1899 e mantenendo la carica per 38 anni, fino alla morte nel 1937.
Nel 1912 è stato tra i fondatori del Comitato Olimpico Svizzero, e dal 1912 al 1915 ne è stato il primo presidente.
Fu stretto amico e collaboratore di Pierre de Coubertin e nel 1916 lo sostituì alla guida del CIO, dal momento che il barone de Coubertin si era arruolato nell'Esercito Francese. Mantenne la carica di presidente reggente fino al ritorno di de Coubertin nel 1919.